# Piasco
Piasco là một đô thị tại tỉnh Cuneo trong vùng Piedmont của Italia, vị trí cách khoảng 60 km về phía tây nam của Torino và khoảng 20 km về phía tây bắc của Cuneo. Tại thời điểm ngày 31 tháng 12 năm 2004, đô thị này có dân số 2.827 người và diện tích 10,5 km².
Đô thị Piasco có các frazione (đơn vị cấp dưới) Serravalle.
Piasco giáp các đô thị: Costigliole Saluzzo, Pagno, Rossana, Venasca và Verzuolo.